# Удар кулаком

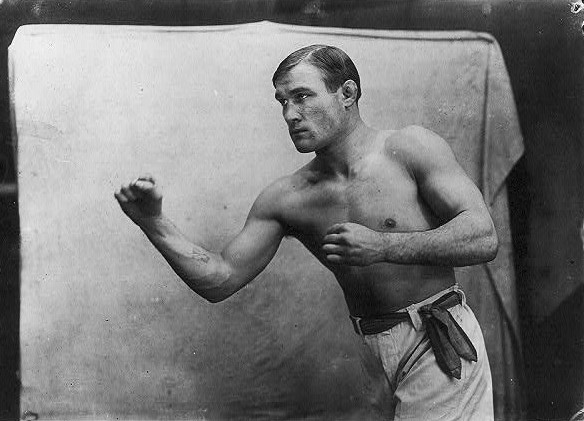
Чемпіон світу з боксу Франк Клаус демонструє удар кулаком. 1913 рік.

Стусан, також удар кулаком — імпульсний зворотно-поступальний (рідко — обертальний), з прямолінійною або криволінійною траєкторією, направлений рух рукою зі стисненою в кулак долонею таким чином, щоб головки п'ясних кісток утворювали собою ударну поверхню. Мета руху — завдання фізичної шкоди, або досягнення зміни фізичного стану об'єкта чи суб'єкта. Удари кулаками притаманні практично всім бойовим мистецтвам, які використовують ударну техніку рук.

## Різновиди ударів кулаками

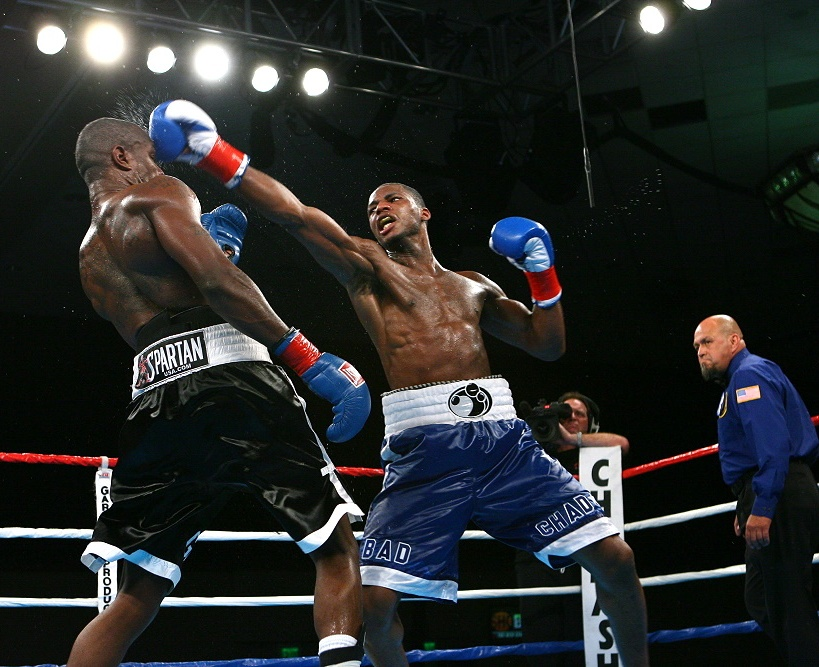
Прямий удар кулаком в сучасному боксі.

За напрямом руху удари кулаками поділяються на:
- прямі (фронтальні) удари

- джеб, крос

- бокові (флангові) удари

- хук, свінг

- висхідні удари

- аперкот

За динамікою виконання удари кулаками поділяються на:
- удари з місця
- удари з розвороту
- удари в кроці
- удари на скачку
- удари в стрибку

Крім того, удар може бути одиночний, подвійний (коротка серія з двох ударів, що виконуються один за одним) чи повторний (удар, що виконується в одну ціль двічі або більше разів поспіль); удари можуть об'єднуватись в серію чи комбінацію. Також удар може бути акцентований (удар, що виділяється за силою, різкістю й точністю), фальшивий чи оманливий (удар, що виконується в хибному напрямі з метою дезорієнтувати суперника), може виконуватись назустріч чи на випередження.